# Mistrzostwa Oceanii w Zapasach 1997
Mistrzostwa Oceanii w zapasach w 1997, odbywały się w dniach 21 - 22 czerwca w Mount Maunganui w Nowej Zelandii. W tabeli medalowej tryumfowali zapaśnicy z Australii.

## Wyniki

### Styl klasyczny
| Konkurencja         | Złoto                  | Srebro           | Brąz                |
| Kategoria do 54 kg  | David McBeth           | Boban Petrov     | ----                |
| Kategoria do 58 kg  | Tony Vincent           | Stanley Muliloa  | ----                |
| Kategoria do 63 kg  | Cory O’Brien           | Brian Roche      | ----                |
| Kategoria do 69 kg  | Russell Mirny          | Aui Sutton       | Jason Strawbridge   |
| Kategoria do 76 kg  | Reinold Ozoline        | Brett Quinlan    | Igor Praporshchikov |
| Kategoria do 85 kg  | Hossien Kohestani      | Kesta McLaughlin | Keith Milligan      |
| Kategoria do 97 kg  | Ben Vincent            | Gavin Avery      | Walter Roto         |
| Kategoria do 127 kg | Mushtaq Rasem Abdullah | John Tarkong     | Grant Parker        |

### Styl wolny
| Konkurencja         | Złoto                  | Srebro            | Brąz             |
| Kategoria do 58 kg  | Tony Vincent           | Boban Petrov      | Stanley Muliloa  |
| Kategoria do 63 kg  | Cory O’Brien           | Brian Roche       | Faʻafetai Iutana |
| Kategoria do 69 kg  | Russell Mirny          | Jason Strawbridge | Aui Sutton       |
| Kategoria do 76 kg  | Igor Praporshchikov    | Nicholas Astrella | Brett Quinlan    |
| Kategoria do 85 kg  | Rob McArthur           | Aaron Quinlan     | Ben Vincent      |
| Kategoria do 97 kg  | Mushtaq Rasem Abdullah | Gavin Avery       | Opeta Matama     |
| Kategoria do 125 kg | Grant Parker           | Daniel Teo        | John Tarkong     |

- David McBeth z Nowej Zelandii w kategorii 54 kg był jedynym zgłoszonym zawodnikiem w swojej kategorii i nie został uwzględniony w tabeli jako złoty medalista.

### Styl wolny - kobiety
| Konkurencja        | Złoto               | Srebro         | Brąz       |
| Kategoria do 51 kg | Angie Forman        | Melanie Ansley | ----       |
| Kategoria do 56 kg | Sian Law            | Sandra Inglis  | ----       |
| Kategoria do 62 kg | Pauline Ripia       | Kerryn Baxter  | ----       |
| Kategoria do 68 kg | Ngaire Warr         | Jamie Colban   | Fiona Ryan |
| Kategoria do 75 kg | Desiree-Craike Ross | Jacqui Howat   | ----       |

## Tabela medalowa
Gospodarz mistrzostw został zaznaczony kolorem.
| Poz. | Państwo        |    |    |    | Łącznie |
| ---- | -------------- | -- | -- | -- | ------- |
| 1    | Nowa Zelandia  | 10 | 15 | 6  | 31      |
| 2    | Australia      | 10 | 2  | 2  | 14      |
| 3    | Wyspy Salomona | 0  | 2  | 2  | 4       |
| 4    | Palau          | 0  | 1  | 1  | 2       |
| 5    | Samoa          | 0  | 0  | 2  | 2       |
|      | Łącznie        | 20 | 20 | 13 | 53      |